# Catedral Metropolitana de Juiz de Fora
A Catedral Metropolitana de Juiz de Fora é um templo católico localizado no centro da cidade de Juiz de Fora. É sede da Arquidiocese de Juiz de Fora,  cuja jurisdição abrange 37 municípios da Zona da Mata Mineira, e templo oficial do Arcebispo Metropolitano, Dom Gil Antônio Moreira, onde são realizados os principais e mais solenes eventos e celebrações da Igreja Católica da região.
Atualmente, a Catedral está sob a administração do pároco e vigário geral da Arquidiocese, o Monsenhor Luiz Carlos de Paula; de quatro vigários paroquiais, os padres Antônio Pereira Gaio, Danilo Celso de Castro, Fransérgio Garcia e Welington Nascimento de Souza; dois diáconos permanentes, Ruy Figueiredo Neves e Waldeci Silva.

## História
Detalhes precisos acerca do surgimento do templo são poucos. O que se sabe é que a primeira capela de Santo Antônio, origem remota da Catedral, teria existido no Morro da Boiada (atualmente  bairro Santo Antônio) e teria desmoronado.
Um segundo templo foi construído no mesmo local, na propriedade do Sr. Antônio Vidal. Com a venda do terreno em 1812, o novo proprietário, Antônio Dias Tostes, teria pedido autorização ao governo do Império para a transferência da igreja para outro espaço.
Segundo historiadores, a capela mudou de lugar em 1821 e foi assistida por sacerdotes de Simão Pereira.
Em 1844, 23 anos depois, foi autorizada a construção de uma nova igreja com cerca de 100 metros de extensão na Estrada Geral, atual Avenida Rio Branco. Neste mesmo espaço foi construído um cemitério. Em 1847, após três anos de obras, a capela foi inaugurada.

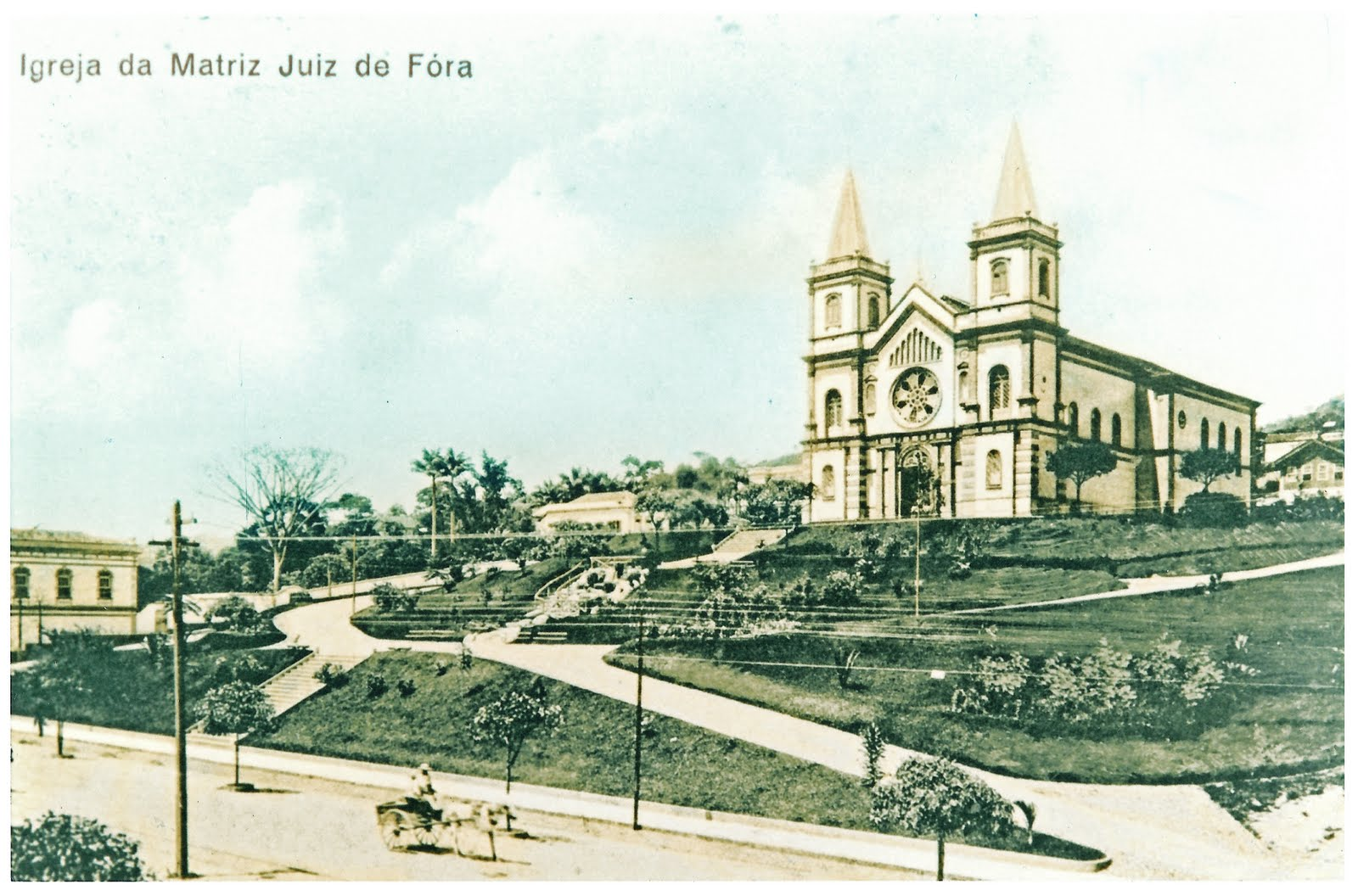
O templo em 1913

Em 1850, aconteceu a emancipação do município. Desta forma a igreja foi transformada na Paróquia Santo Antônio. Até a chegada dos padres redentoristas em 1900, a igreja foi a única da cidade. Com o crescimento do município, o templo começou a ficar pequeno para o número de fiéis. Assim, em 1864, a capela foi derrubada para a construção de uma maior e um ano depois, em 1865, o cemitério foi transferido para a estrada União e Indústria, onde hoje é o Cemitério Municipal, no bairro Poço Rico.
A Catedral possuía um muro de pedras de cerca de cinco metros de altura, que a protegia. Mas, no início do século XX, ele foi demolido e o material aproveitado no calçamento de diversas ruas do município. Os recursos obtidos pela venda das pedras foram aplicados na construção das ruas e dos jardins em torno do templo.
Após dois anos de construção, a nova matriz foi inaugurada, com espaço mais amplo e na parte superior do prédio original. Em 1924, ocorre uma reforma na antiga matriz de Santo Antônio, para que o novo bispo, que fora eleito, Dom Justino José de Sant'Ana, pudesse exercer seu ministério episcopal. No governo do primeiro bispo, ai se realizou algumas reformas na igreja. Na década de 1940, ele lançou a ideia de transformar a igreja numa "Catedral Gótica". Porém, não conseguiu a verba necessária e fez apenas algumas obras, como as varandas da porta central, a cúpula e ampliação das laterais. Foram dezesseis anos de obras, de 1950 a 1966.

## Organização pastoral
A Catedral possui cerca de 700 agentes que atuam nas mais de 30 pastorais e grupos de serviço. Possui mais de 30 salas para reuniões e o Centro de Ação Social da Catedral – CASC que engloba a Farmácia Beneficente (distribui medicamentos a mais de 400 pessoas necessitadas por mês), o Grupo São José (acompanhamento espiritual, psicológico às gestantes, principalmente, as adolescentes), SOS Cristão (com doação de mais de 200 cestas básicas por mês, além de roupas, calçados e móveis), e alfabetização para adultos (aulas de aprendizagem e reforço em parceria com a Unimed/JF).
Conta também com um estacionamento, o qual toda a verba arrecadada é aplicada no CASC.

## Organização física
A Catedral possui estilo romano e tem capacidade para 1.500 pessoas, sendo 700 sentadas. Possui seis altares laterais (Nossa Senhora de Fátima, São Francisco, Santa Monica, Sagrado Coração de Jesus, Sagrado Coração de Maria, Nossa Senhora do Carmo), além do altar-mor. Diversos vitrais enfeitam a Igreja. Eles foram doados por famílias e retratam passagens importantes da vida de Santo Antônio. Acredita-se que eles tenham sido fabricados na cidade de Petrópolis (RJ). No altar-mor, há três imagens: a do padroeiro, Santo Antônio, Maria e São José. Um painel de mármore que retrata a morte de Santo Antônio enfeita o local, junto com desenhos de trigo e uva. Abaixo do altar, existe uma capela subterrânea onde há alguns túmulos que antes abrigavam os restos mortais dos bispos. Hoje, ela se encontra vazia.
A Igreja possui uma imagem de “Santo Antônio Fujão”. Segundo a tradição popular, esta imagem desaparecia da capela e, a cada dia, ela aparecia em uma residência diferente, pois todos queriam tê-la em suas casas, daí o nome de fujão. Atualmente, a imagem está recolhida, pois necessita de restauração. No chão das laterais direita da igreja há dois túmulos, um com os restos mortais de Dom Justino José de Sant'Ana e o outro está vazio.
Outro destaque da Catedral são as pinturas. No altar principal, a Santíssima Trindade e Jesus, pregando para os doutores da lei e para as multidões que o seguiam. Há debaixo da abóbada, há pinturas dos quatro evangelistas. No corredor, estão: Cordeiro de Deus, São Pedro e São Paulo, Anjos e Santa Cecília. Cada altar lateral também possui sua respectiva pintura. Os quadros da Via-Sacra (com 14 estações que destacam a morte, paixão e ressurreição de Cristo), são feitos de gesso, coloridos e em alto relevo.
Na entrada da igreja encontramos uma placa de Dedicação do templo, realizada no dia 12 de junho de 1988. Por isso é possível notar na igreja quatro cruzes e 4 velas: duas na porta central e duas próximas ao altar. A volumetria externa do templo foi tombada no dia 27 de setembro de 2001 (Decreto 7135). Na área externa (jardins) temos uma estátua de Dom Justino José de Sant'Ana. Ela foi feita em 1959, após sua morte, numa homenagem da administração municipal do prefeito Olavo Costa.